# محمد العسيري
محمد العسيري (25 ديسمبر 1967 -) هو كاتب صحفي وشاعر غنائي وكاتب أغاني مصري.

## حياته ونشأته
من مواليد 25 ديسمبر 1967 بمركز العسيرات بسوهاج تخرج من كلية التربية قسم الإعلام جامعة أسيوط فرع سوهاج.

## مسيرته
يعد العسيري أحد أهم رموز الصحافة المصرية وشارك في تأسيس عددا كبيرا من التجارب الصحفية الناجحة أبرزها جريدة الصباح اليومية حيث شغل منصب مدير تحرير الجريدة خلال عام 2012 كما ترئس تحرير موقع الشاهد وشارك أيضا في تأسيس جريدة البوابة اليومية وشغل منصب مدير عام تحرير الاصدار الورقي، قبل أن ينتقل لجريدة الدستور رئيسا لتحرير.
يشغل حالياً منصب رئيس تحرير جريدة الدستور
شارك في تاليف وكتابة أغاني لعلي الحجار ومحمد الحلو ومحمد ثروت ومجد القاسم وهدى عمار وغيرهم.

## مؤلفاته[5]
- ديوان «للبيوت شهوة»
- «أغاني يناير»
- «ثوّار ومزيفون»
- «الأغاني الممنوعة للخال عبد الرحمن الأبنودي»
- «عرفتهم على سلم المزيكا»
- «الأغنية السياسية»
- «رمى رمشه»، ألبوم لعلي الحجار صدر سنة 1998. كتب كلمات الألبوم محمد العسيري والألحان لفاروق الشرنوبي
- أشعار مسلسل اللص والكلاب.[5]

## جوائز
حصل على العديد من الجوائز كجائزة نقابة الصحفيين المصرية وجائزة الصحافة الاستقصائية وجائزة دبي للصحافة وختامًا بجائزة الدولة التشجيعية.